# Octavian von Collalto und San Salvatore
Octavian Graf von Collalto und San Salvatore (* 5. Mai 1842 in Pirnitz; † 29. Mai 1912 in San Salvatore) war ein lombardischer Grundbesitzer und K.u.k. Hofbeamter.

## Leben
Octavian von Collalto und San Salvatore wurde geboren als Sohn des Grafen Alfons von Collalto und San Salvatore und der Ida geb. Gräfin Colleredo-Mannsfeld. Nach dem Besuch des Gymnasiums in Wien studierte er an der Rheinischen Friedrich-Wilhelms-Universität Bonn. 1862 wurde er Mitglied des Corps Borussia Bonn. Als Herr auf Collalto und San Salvatore lebte er abwechselnd dort, in Staatz und Graz.
Von Collalto und San Salvatore war K.u.k. Kämmerer. Er war verheiratet mit Anna Prinzessin Solms-Lich.